# ХК Есет
ХК Есет Пори (фин. Porin Ässät) професионални је фински клуб хокеја на леду из града Порија. Тренутно се такмичи у елитној хокејашкој лиги Финске .
Своје домаће утакмице игра у Леденој дворани Пори капацитета 6.500 места за хокејашке утакмице.

## Историјат
Клуб Есет Пори основан је 1967. фузионисањем локалних клубова Кархут и РУ-38 и у почетку је егзистирао као фудбалски и хокејашки клуб. Фудбалски клуб такмичио се од оснивања па до 1981. године. 
Хокејашки клуб освојио је три титуле националног првака.

## Успеси
- Национални првак: 3 пута (1970/71, 1977/78, 2012/13)
- Финалиста плеј-офа: 4 пута (1978/79, 1979/80, 1983/84, 2005/06)
- Бронзана медаља СМ-лиге: 2 пута (1975/76, 1994/95)